# Volver a nacer (álbum de Chayanne)
Volver a nacer es el título del séptimo álbum de estudio grabado por el cantante puertorriqueño Chayanne. Fue lanzado al mercado bajo los sellos discográficos Sony Latin y Columbia Records el 17 de septiembre de 1996.[cita requerida]

## Lista de canciones
| Volver a nacer |                                        |                                                                          |                              |          |  |
| N.º            | Título                                 | Escritor(es)                                                             | Productor(es)                | Duración |  |
| 1.             | «Sólo traigo mi ritmo»                 | Estéfano · Ximena Zapata                                                 | Estéfano                     | 3:48     |  |
| 2.             | «Solamente tu amor»                    | Donato Póveda · Hal S. Batt                                              | Donato Póveda · Manny Benito | 3:25     |  |
| 3.             | «Pequeña flor» («Petite fleur»)        | Sidney Bechet Adapt. al español: Luis Gómez-Escolar                      | Ronnie Foster                | 3:35     |  |
| 4.             | «Volver a nacer»                       | Estéfano · Ximena Zapata                                                 | Estéfano                     | 4:56     |  |
| 5.             | «Voy a enseñarte»                      | Kike Santander                                                           | Steve Roitsein               | 3:55     |  |
| 6.             | «Tal vez es amor» («Talvez Seja Amor») | Augusto César · Paulo Sérgio Valle Adapt. al español: Luis Gómez-Escolar | Ronnie Foster                | 4:36     |  |
| 7.             | «Baila baila»                          | Donato Póveda · Hal S. Batt                                              | Donato Póveda                | 3:52     |  |
| 8.             | «Sólo pienso en ti»                    | Víctor Manuel San José                                                   | Ronnie Foster                | 4:56     |  |
| 9.             | «Ramito de flores»                     | Ángel "Cucco" Peña                                                       | Steve Roitstein              | 4:16     |  |
| 10.            | «Entre mis recuerdos»                  | Albert Hammond · Holly Knight                                            | Ronnie Foster                | 3:47     |  |
| 11.            | «Guajira»                              | Papo Gely                                                                | Steve Roitstein              | 4:33     |  |
| 45:36          |                                        |                                                                          |                              |          |  |

## Posicionamiento en listas
| Listas (1996)                   | Mejor posición |
| ------------------------------- | -------------- |
| U.S. Billboard Top Latin Albums | 33             |
| U.S. Billboard Latin Pop Albums | 15             |

## Certificaciones
| País      | Organismo certificador | Certificación | Ventas certificadas | Ref   |
| --------- | ---------------------- | ------------- | ------------------- | ----- |
| Argentina | CAPIF                  | 2x Platino    | 120 000             | [ 4 ] |